# The Simpsons Skateboarding
The Simpsons Skateboarding je hra vydaná pro PlayStation 2 v severní Americe 13. listopadu 2002. Byla vyrobena Code Monkeys a publikovaná Fox Interactive a Electronic Arts. 

## Hraní
Město Springfield je přeměněno ve skatepark pro každoroční Skate Tour, plný objektů a pamětihodností ze seriálu, sjízdných na skateboardu. Hráči si mohou vybrat jednu z devíti dostupných postav a soutěžit o hlavní cenu. Všechny hlasy postav byly namluveny skutečnými dabéry ze Simpsonových. Každá postava má přes čtyřicet unikátních triků. Hráči mohou otestovat své schopnosti buď v souboji dvou hráčů tváří v tvář, nebo v některém z dostupných režimů: Freeskate, Skate Fest, Trick Contest a ve hře skateboardového H-O-R-S-E, přičemž odemykají další postavy, lokace a skateboardy. Hráči si také mohou vybrat možnost procvičit všechny skateboardové triky a pohyby ještě před začátkem samotné hry v režimu Skillz School.

## Výroba
Předtím než EA vydalo oficiální oznámení o The Simpsons Skateboarding, reklama na hru byla na zadní stránce instrukčního manuálu pro The Simpsons Road Rage, která byla vydaná v roce 2001. Nebyla zmíněna žádná herní konzole a ani další informace o hře nebyly odhaleny. V prosinci 2001 zástupci EA uvedli, že nejsou připraveni, aby se ke hře vyjádřili. 16. května 2002, několik dní před E3 Médiového a Byznysového vyvrcholení byly vydány první informace o hře.